# Véneny Lajos
Véneny Lajos (szlovákul Ľudovít Veneny; Csavajó, 1888. december 17. – Nyitrafő, 1975. október 20.) növénynemesítő.

## Élete
Az elemi iskolába szülőhelyén, a középiskolát 1899-1903 között Privigyén és 1903-1906 között Nyitrán végezte.
A gimnáziumi évek után a Kassai Mezőgazdasági Akadémián végzett agronómusként. Az első világháború alatt 1916-ban orosz hadifogságba esett. A növénynemesítéssel a tomszki fogolytáborban sem hagyott fel, orosztudása tökéletesítése mellett rendszerezte a szibériai búzafajtákat. Tevékenységét Viktor Viktorovics Talanov is támogatta, közbenjárására 1917-ben kikerült a táborból és intézeti munkatársként dolgozott az Omszki Nyugat-Szibériai Kísérleti Állomáson a nemesítő–genetikus Nyikolaj Vavilovval és az igazgató Talanovval. Veneny fő feladata a szibériai búzák rendszerezése volt, de burgonyával is foglalkozott. A keményszemű, közismertebb nevén durum tavaszi búza hibridizációs kísérletei szintén az ő közreműködésével indultak 1919-ben. 1921-ben hazatért Csehszlovákiába.
A Rimaszombati járásban kezdett dolgozni, fölhasználva a szibériai gyűjteményét. A következő években csehszlovákiai magán- és egyházi birtokokon, nemesítő állomásokat alapított (többek között Érsekkétyen), és elkezdett cirok- és dinnyemagvakat gyűjteni alapanyagnak. Érsekkétyen vezette a kétyi pusztai Növénynemesítő Állomást. 1944–1945 telén a Garam menti álló frontharcok miatt, mivel a majorság a frontvonalba esett, 1945 januárjában a német hadsereg kilakoltatta őket. A Komáromszemere melletti Lapos-pusztára került, ott vészelte át a háború végét.
A második világháború után megszűntek az egyházi és magánbirtokok, így a nemesítői törzsanyag a Gomba községi állami gazdaság kezelésébe került, ahol vezető lett. Munkatársa volt Rákóczi Lajos nemesítő. Gabona, cirok, görög- és cukordinnye nemesítésén dolgoztak, de a gyengébb talajminőség miatt a szintén nemesítésben dolgozó Bartalos Menyhérttel együtt megbízást kaptak megfelelőbb termőterület keresésére, és 1952-ben már a Felsővámos és Pozsonyeperjes közötti Sósszigeten vetették az őszi gabonát. Rákóczi Lajossal és Bartalos Menyhérttel megalapította a Sósszigeti Növénynemesítő Állomást. Később lemondott a vezetői pozícióról, de 1962-ig főnemesítőként, 1968-ig pedig tanácsadóként segítette a növénynemesítési munkát.
1972-ben Nyitrafőre költözött, és ott élt haláláig.
Öt őszi, három tavaszi búzát, egy tavaszi árpát nemesített ki, a nevéhez fűződik továbbá az 1961-es zöld húsú Solartur cukordinnye (sárgadinnye) és az 1962-es Dunaj görögdinnye kinemesítése. Ő hozta létre először az árpa sima toklászos és csupasz magvú botanikai különlegességeit és az első durum búzát Szlovákiában. Ő vezette be a búzaliszt minősítését, és a dinnye C-vitamin és a karotin tartalmának növelését.
Művészetpártoló és lelkes műgyűjtő volt. Felfedezője és mecénása volt Szabó Gyula festőművésznek.

## Elismerései
- 1968 „Országépítésben szerzett érdemekért” állami kitüntetés[2]
- “Kiváló munkáért” állami kitüntetés
- 1988 Születésének 100. évfordulója alkalmából emlékérem
- 1990 a sósszigeti Nemesítő Állomáson „Veneny Lajos emlékszoba”

## Művei
Rendszeresen publikált a Szabad Földművesben, a Slovenský hospodár-ban és a Družstevná výroba-ban.